# Larry LaRocco

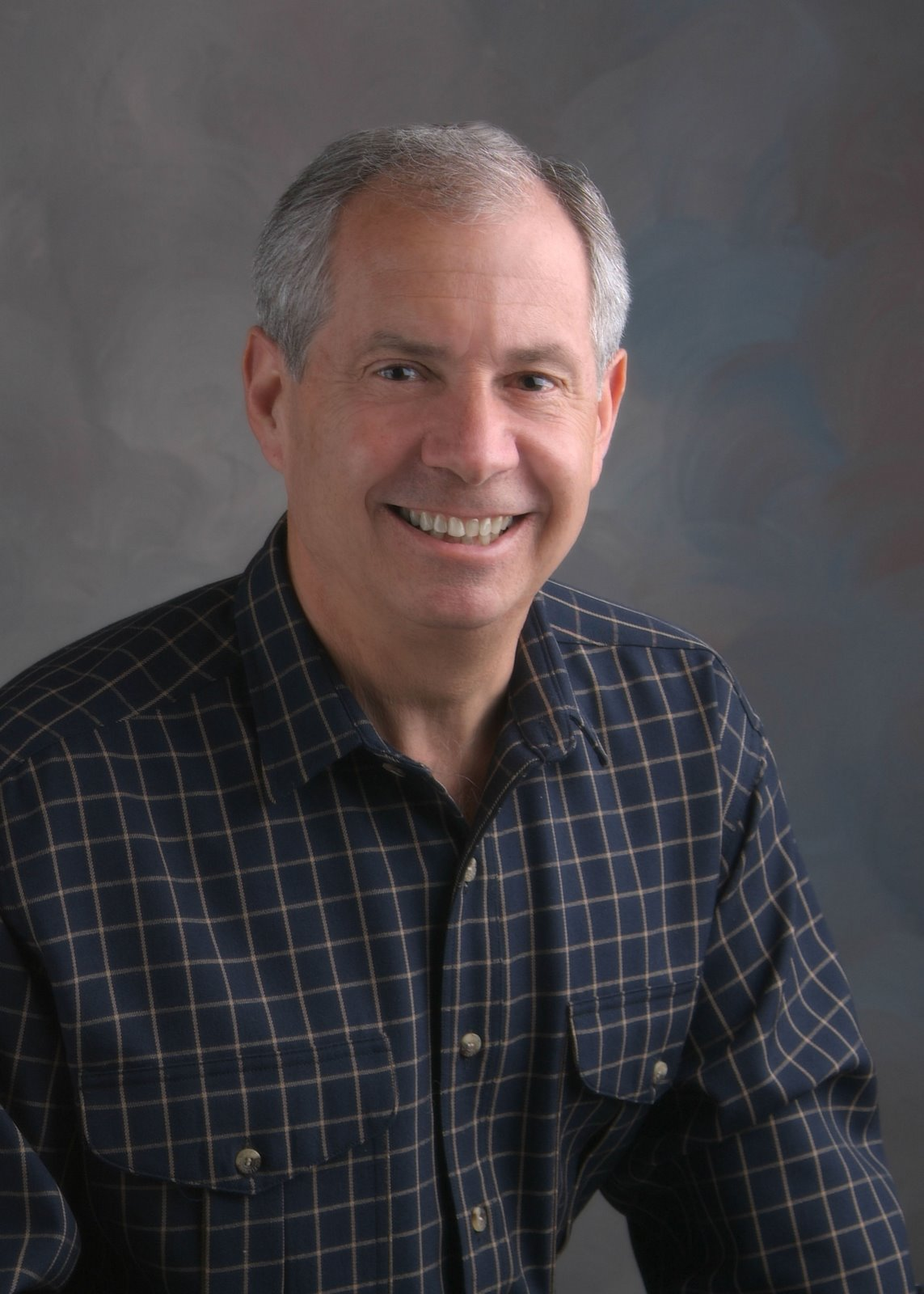
Larry LaRocco

Larry LaRocco, född 25 augusti 1946 i Van Nuys, Los Angeles, Kalifornien, är en amerikansk demokratisk politiker. Han representerade delstaten Idahos första distrikt i USA:s representanthus 1991-1995.
LaRocco avlade 1967 sin grundexamen vid University of Portland och 1969 sin master vid Boston University. Han studerade dessutom vid Stanford University och Johns Hopkins University. Efter studierna tjänstgjorde han som underrättelseofficer i USA:s armé i Heidelberg.
LaRocco arbetade från och med 1975 för senator Frank Church. Han var också med i Churchs misslyckade kampanj i demokraternas primärval inför presidentvalet i USA 1976. Senator Church besegrades i senatsvalet 1980 av republikanen Steve Symms.
LaRocco förlorade i kongressvalet 1982 mot Larry Craig. Fyra år senare kandiderade LaRocco till delstatens senat men förlorade mot Jim Risch. Kongressledamoten Craig bestämde sig för att kandidera till senaten i kongressvalet 1990. LaRocco efterträdde Craig i representanthuset och omvaldes 1992. Han förlorade 1994 mot utmanaren Helen Chenoweth-Hage.
LaRocco kandiderade 2006 till viceguvernör i Idaho men förlorade mot Risch som vid den tidpunkten tjänstgjorde som guvernör. Han kandiderade i kongressvalet i USA 2008 till senaten men förlorade igen mot viceguvernören Risch.